# 두아들 (음악 그룹)
두아들은 대한민국의 음악 그룹이다. 2016년 EP 《광야에 외치는 자의 소리》로 데뷔했다.

## 학력
- 장로회신학대학교 성악전공

## 방송
- 제26회 CBS 크리스천 뮤직 페스티벌 (2015) - 대상

## 음반
- 제26회 CBS 크리스천뮤직페스티벌 (2016)
- 광야에 외치는 자의 소리 (2016)